# Dryszczów
Dryszczów – wieś w Polsce położona w województwie lubelskim, w powiecie chełmskim, w gminie Żmudź.
| SIMC    | Nazwa   | Rodzaj    |
| ------- | ------- | --------- |
| 1027053 | Folwark | część wsi |

Dryszczów był wsią starostwa chełmskiego w 1570 roku. W latach 1975–1998 miejscowość administracyjnie należała do województwa chełmskiego. 
Wieś stanowi sołectwo gminy Żmudź. Według Narodowego Spisu Powszechnego (III 2011 r.) liczyła 153 mieszkańców i była ósmą co do wielkości miejscowością.
Wierni Kościoła rzymskokatolickiego należą do parafii Wniebowzięcia Najświętszej Maryi Panny w Klesztowie.